# Pierre-la-Treiche
Pierre-la-Treiche è un comune francese di 555 abitanti situato nel dipartimento della Meurthe e Mosella nella regione del Grand Est.

## Storia

### Simboli
Le fasce doppiomerlate simboleggiano le gallerie delle grotte con i loro vari ambienti; la muratura ricorda le cave di pietra sfruttate a Pierre-la-Treiche fin dal XVI secolo, il bastone è attributo di san Cristoforo, patrono della parrocchia.

## Società

### Evoluzione demografica
Abitanti censiti